# 1360 هـ
1360 هـ هي سنة في التقويم الهجري امتدت مقابلةً في التقويم الميلادي بين سنتي 1941 و1942.

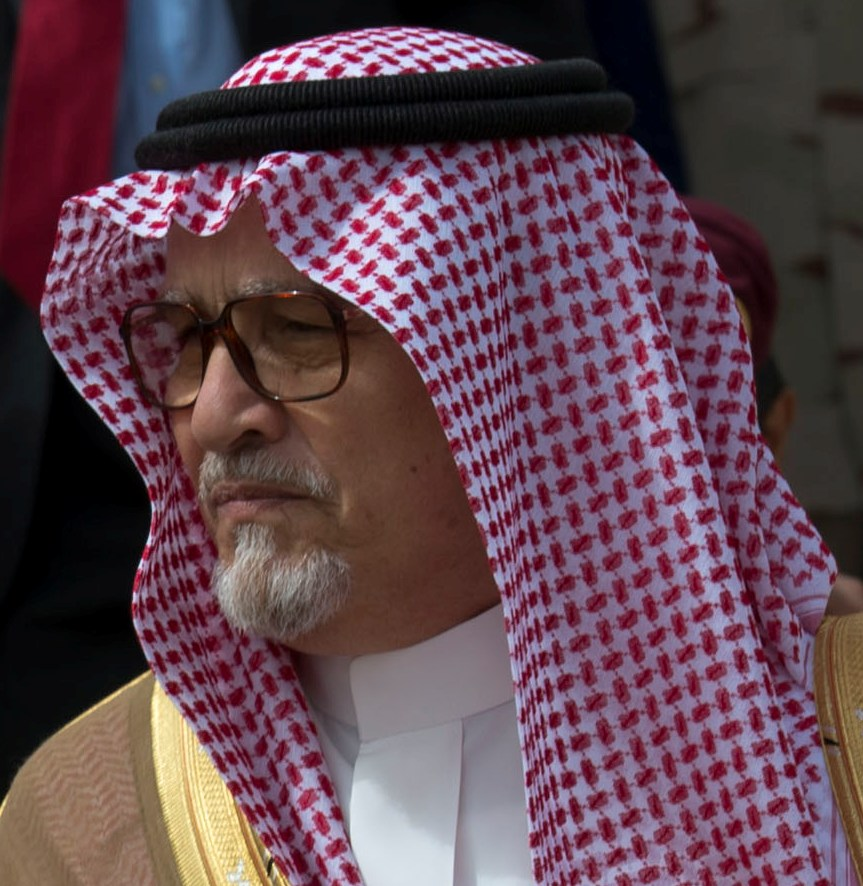
فهد بن عبد الله بن محمد بن عبد الرحمن آل سعود

## مواليد
- صالح كامل
- عبد الله عزام
- محمد محروس المدرس.
- عبد العزيز بن عبد الله الراجحي
- حسن أبو علة
- أحمد الجدع
- أحمد مسعود
- حمد الصليفيح
- عبد الملك بن دهيش
- علي المسبح
- فخري عودة
- فهد بن عبد الله بن محمد بن عبد الرحمن آل سعود
- كارل باري شاربلس
- كمال رشيد
- ماجد الشطي
- محمد بن سعد الجنوبي
- محمد شعاع فاخر
- محمد عمارة
- مصطفى علي الجوزو
- إبراهيم بن محمد العواجي
- سعاد العطار
- صادق الشيرازي

## وفيات
- أبو القاسم الحفناوي
- أحمد صقر
- رشيد أيوب
- زين العابدين خان الكرماني
- طلعت حرب
- عبد الوهاب النجار
- كامل آقديك
- محمد مخلوف
- نجم الحسن الهندي
- إبراهيم أطيمش
- عبد القادر حمزة صحافي مؤرخ، من كبار الكتاب في السياسة المصرية.
- بلسم عبد الملك
- عبد الرحمن الجزيري
- إلياس طعمة